# M/V Don Pasquale
M/V Don Pasquale är ett fartyg som är byggt för Walleniusrederierna. Det är 227,9 meter lång, 32,3 meter bred och har 11 meters djupgående. Don Pasquale är systerfartyg med Boheme, Don Juan, Don Qarlos, Don Quijote, Elektra, Manon, Mignon, Titus, Turandot och Undine.